# Тит Петроний Секунд
Тит Петроний Секунд (на латински: Titus Petronius Secundus; * 40; † 97) е римски конник и префект на римската провинция Египет и като преториански префект участник в убийството на император Домициан.

## Политическа кариера
Oт 92 до 93 г. Петроний Секунд е управител на Египет (praefectus Aegypti) след Марк Метий Руф. Като такъв той посещава на 14 март 92 г. Колоса на Мемнон в Горен Египет и при изгрев слънце го чува. Той поставя надписа на латински с гръцки верси на десния крак на скулптурата:
| „ | Imp(eratore) Domitiano / Caesare Aug(usto) German(ico) XVI c(onsule) / T(itus) Petronius Secundus pr(aefectus) Aeg(ypti) / audit Memnonem hora I pr(idie) Idus Mart(ias) / et honoravit cum versibus Graecis / infra scriptis // GR // curante T(ito) Attio Musa prae[f(ectus)] coh(ortis) II / Thebaeor(um) | “ |

На поста му е сменен от Марк Юний Руф. След това той е повишен на преториански префект и служи през 94 – 96 г.
Заедно с колегата си Норбан и Домиция Лонгина, съпругата на Домициан, той узнава за заговора против императора и участва в неговото убийство на 18 септември 96 г. Сменен е от Касперий Елиан. През 97 г. император Нерва разрешава неговото убийство.